# Alex Hepple
Alex Hepple (Johannesburg, Sud-àfrica, 28 d'agost de 1904 - Canterbury, Anglaterra, 16 de novembre de 1983) va ser un escriptor, sindicalista, socialista, membre del moviment anti-feixista, Membre del Parlament Privincial del Transvaal, fundador i director del Fons d'Ajuda a la Defensa en el Judici per Traïció, juntament amb el bisbe Ambrose Reeves i Alan Paton, i director del Fons d'Ajuda i Defensa de Sud-àfrica.